# Joseph Gomis
Joseph Gomis (Évreux, 2. srpnja 1978.) francuski je profesionalni košarkaš. Igra na poziciji razigravača, a trenutačno je član španjolskog kluba Unicaja Málage. Gomis je uz to član i francuske košarkaške reprezentacije. U sezoni 2007./08. bio je drugi najbolji strijelac španjolskog prvenstva, odmah iza sadašnjeg bek šutera Blazersa Rudyja Fernándeza.

## Trofeji
SLUC Nancy
- Kup Radivoja Koraća: 1
  - 2002.

## Karijera
Od ljeta 2008. član je Unicaja Málage. U klub je došao kao kao zamjena za ozlijeđenog Bernija Rodrígueza. Iako su u klubu iz Francuzu isprva željeli ponuditi privremeni ugovor do kraja godine, kada bi se Rodríguez trebao oporaviti od operacije gležnja, Francuz je dobio ono na čemu je inzistirao: ugovor do kraja sezone, neovisno od toga kada se bude vratio španjolski reprezentaivac.

## Francuska reprezentacija
Bio je član francuske košarkaške reprezentacije koja je sudjelovala na Europskom prvenstvu u Španjolskoj 2007. godine. 

## Vanjske poveznice
- Profil na Euroleague.net
- Profil na ACB.com